# 小口黃姑魚
小口黃姑魚為輻鰭魚綱鱸形目鱸亞目石首魚科的其中一種，分布中西太平洋的澳洲北部海域，棲息在沿海、河口區，體長可達23公分，可作為食用魚。